# 1188 Gothlandia
1188 Gothlandia је астероид главног астероидног појаса. Приближан пречник астероида је 12,40 ,
а средња удаљеност астероида од Сунца износи 2,190 астрономских јединица (АЈ).
Инклинација (нагиб) орбите у односу на раван еклиптике је 4,820 степени, а орбитални период износи 1184,444 дана (3,242 године). Ексцентрицитет орбите астероида износи 0,180.
Апсолутна магнитуда астероида износи 11,70 а геометријски албедо 0,240.
Астероид је откривен 30. септембра 1930. године.